# 1146 هـ
1146 هـ هي سنة في التقويم الهجري امتدت مقابلةً في التقويم الميلادي بين سنتي 1733 و1734.

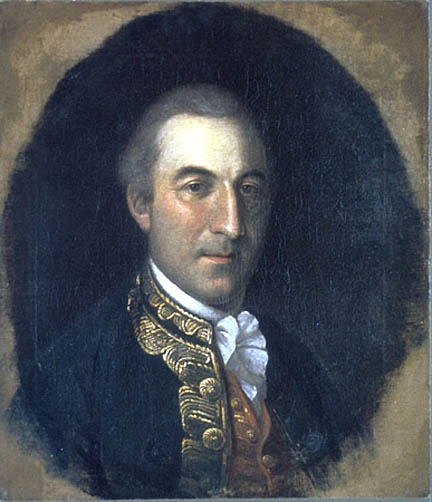
فرانسوا جان دي شاتليه

## أحداث
- الإمام محمد بن سعود يقوم بالحج بمكة المكرمة ويزور المدينة المنورة ثم يعود إلى الدرعية في العام القادم.

## مواليد
- فرانسوا جان دي شاتليه

## وفيات
- دده أفندي